# مرشح باتروورث
مُعالَجة الصور الرقميّة في نِطاق التردُّد هي أحد أفرُع عِلم الحاسوب، تهتمُّ بِتحسين الصور المحوَّلة من خلال تحويل فورييه بِطُرُق مُختلفة يُحدّدها المُعالِج بناءً على الهدف من المُعالَجة، وضِمنَ معايير مُحدَّدة.
واحِدة من العمليّات المُستَخدَمة هي تطبيق مرشح التردّدات المُنخفِضة (بالانجليزيّة:Low pass filters) بِحيث تُقسَّم الصورة إلى أجزاء ذات تردُّدٍ عالٍ وأجزاء ذات تردُّدٍ مُنخفِض، وذلك بناءً على قيمةٍ تفصلُ بينَ هذين التردُّدين تُسمَّى بِـ«تردُّد القطع» ويُرمَز لها بِـ (Do) - حيثُ أنَّ المقصود هُنا بالتردُّدات العالية هي أجزاء الصورة ذات التغيُّرات السريعة والتي تُمثّلها التفاصيل الدقيقة، وعلى العكس للتردُّدات المُنخفِضة والتي تُمثّلها الأجزاء الثابتة من الصورة أو التي تحتوي على تغيُّرات بطيئة.
تعملُ هذهِ المرشحات عن طريق تمرير التردُّدات المُنخفِضة ومنع مرور -أو خفْض- شدة التردُّدات العالية.

## مرشحات التردُّدات المُنخفِضة المثاليّة (بالانجليزيّة:Ideal low pass filters)
يُمكن وصف هذا المرشح بأنّهُ يوقف الأجزاء التي تقع على مسافة أبعد من نُقطة القطع بِشكلٍ حاد (Strictly)

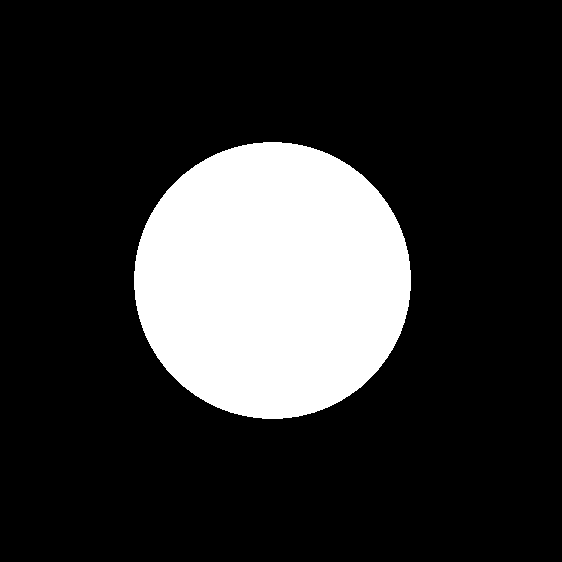
مرشح الترددات المنخفضة

بِحيث يُعطيها قيمة صِفر فَتظهرُ باللون الأسود وبِشكلٍ مُعاكِس للأجزاء التي تقعُ على مسافة تردُّد القطع،

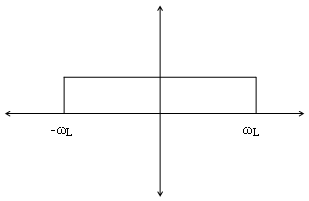
تمثيل مرشح الترددات المنخفضة

أو أقلّ فَتظهرُ باللون الأبيض.
معادلتهُ:
{\displaystyle H(u,v)={\begin{cases}1,&{\text{if }}D\leq {\text{Do}}\\0,&{\text{if }}D>{\text{Do}}\end{cases}}}

## مرشحاتباتروورث(بالانجليزيّة:Butterworth low pass filters)
هو أحد أنواع مرشحات التردّدات المُنخفِضة التي تسمحُ بِمرور أجزاء الصورة ذات التردُّد المُنخفِض وعند الوصول إلى تردُّد القطع تبدأُ بِتخفيف شِدّة التردُّدات العالية تدريجيًّا وبِشكلٍ أملس (Smoothly) بِحيث لا تظهر نُقطة تردُّد القطع بِشكلٍ ظاهِرٍ وحاد، ويختلِفُ شكلُ استجابة هذهِ المرشحات بناءً على أُسٍّ مُتغيّر يُمثِّلُ درجة المرشح،

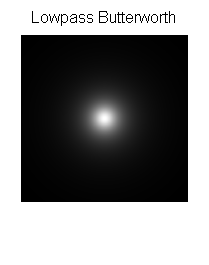
مرشح باتروورث

ويُرمَز لهُ بِـn مضروبٌ في 2، بِحيث كُلّما قَلّت قيمة هذا الأُسّ كُلّما كانت الاستجابة أكثر تسطُّحًا، والعكس إذا زادت قيمته.

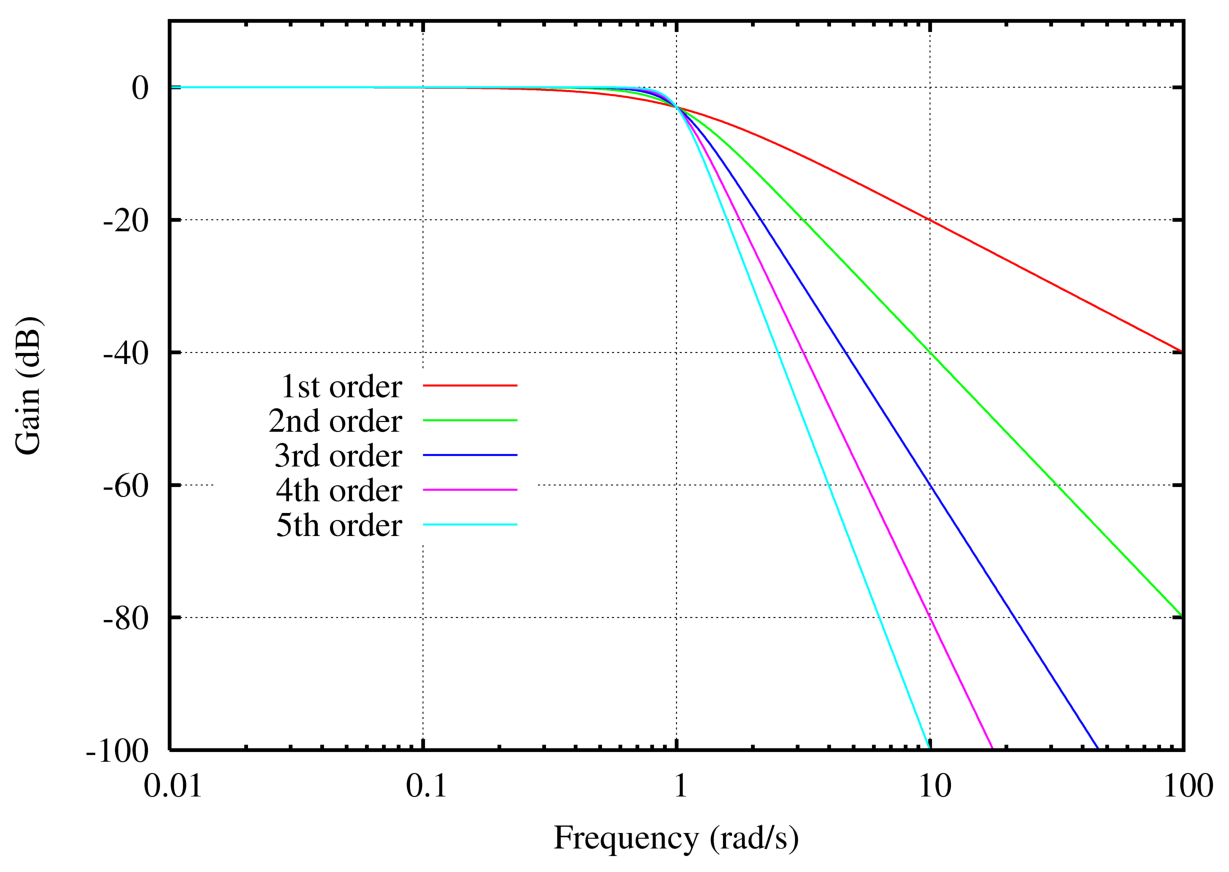
تمثيل مرشح باتروورث

معادلتهُ:
{\displaystyle H(u,v)=1/(1+(D(u,v)/Do)^{\scriptstyle {\text{2n}}})}